# 松井督治 NEWS WAVE
『松井督治 NEWS WAVE』（まついとくじ にゅーすうぇーぶ）は、2017年4月3日から2021年9月23日まで大分放送（OBSラジオ）で月曜 - 木曜の17:45 - 18:30（JST）に放送されていた報道番組。

## 概要
2017年4月3日放送開始。同時間帯では、これまで『OBSラジオ・ザ・ニュース』が放送されていたが、これまでの17:50から18:10までの放送時間を、17:45から18:30まで放送枠を拡大して、この番組が開始された。（この期間、『ザニュース』は金曜日の17:45~18:10に放送されていた）。
パーソナリティはOBSの元アナウンサーの松井督治が務めている。
大分県内や全国のニュースだけでなく、コメンテーターを迎え、経済や景気動向、身近な科学や街づくりなどの話を紹介するコーナーを設けている。

## 出演者
ウェブページや番組表では、出演者は松井のみの記載となっているが、実際には松井とOBS女性アナウンサー1名で放送している。
女性アナウンサーについては、2017年度は概ね曜日ごとに固定されていたが、2018年度はその傾向が薄れている。
祝日は松井は出演せず、女性アナウンサーのみで放送する。
- アンカーマン
  - 松井督治（OBSラジオ局長 元・OBSアナウンサー）
- アシスタント（すべてOBSアナウンサー）
  - 大浜扶美野（2018年4月 - ）
  - 海原みどり
  - 冨松明菜
  - 平山沙絵（2018年5月 - ）
  - 山崎唯衣（2017年10月 - ）

- コメンテーター
  - 月曜日:週替わり
  - 火曜日:竹内裕二（大分県立芸術文化短期大学 情報コミュニケーション学科 准教授）
  - 水曜日:西口宏泰（大分大学全学研究推進機構 機器分析部門 准教授）
  - 木曜日:濱田秀夫（日本銀行大分支店長/月2回）

### 過去の出演者
- アシスタント
  - 小村美記（2017年4月 - 9月、主に月曜日担当）
  - 飯倉寛子（2017年4月 - 2018年3月、主に火曜日担当）
  - 平川侑季（2017年4月 - 2018年3月、主に木曜日担当）

## タイムテーブル
番組表上の放送開始時間は17:45になっているが、CMを1分間流したのち、17:46に始まる。
- 17:46 - オープニング
- 17:47 - 天気予報
- 17:50 - ニュースピックアップ
- 18:05 - 道路交通情報
- 18:10 - それが知りたい
- 18:27 - 夕方の1曲、エンディング